# Llannon, Carmarthenshire
Llannon är en ort och community i Storbritannien.   Den ligger i kommunen Carmarthenshire och riksdelen Wales, i den södra delen av landet, 270 km väster om huvudstaden London.
I communityn ingår förutom byn Llannon (869 invånare) även byarna Tumble och Cross Hands.